# Louis-Frédéric de Wurtemberg (1586-1631)
Pour l’article homonyme, voir Louis-Frédéric de Wurtemberg (1756-1817).
Louis-Frédéric, né le 29 janvier 1586, second fils de Frédéric Ier de Wurtemberg et de Sibylle d'Anhalt, et frère cadet de Jean-Frédéric, son prédécesseur, est comte de Montbéliard de 1617 à sa mort, le 26 janvier 1631.

## Biographie
Il a 31 ans lorsqu'en vertu d'une convention passée avec ses frères, le "Traité des cinq frères", il obtient la Principauté de Montbéliard. Cette même année, il confirme les Franchises de la ville aux bourgeois et épouse à Stuttgart, Élisabeth-Madeleine de Hesse-Darmstadt, fille de Louis Ier, dit le "Fidèle", landgrave de Hesse-Darmstadt. Le couple se rend pour la première fois à Montbéliard en octobre 1617. Ils reçoivent un excellent accueil de la population. Leur fils Léopold-Frédéric de Wurtemberg naît en 1624, mais Élisabeth-Madeleine meurt des suites de cette naissance.
Louis-Frédéric se remarie en 1625 avec Anne-Éléonore, âgée de 23 ans, fille de Jean-Casimir, comte de Nassau-Saarbruck-Weilbourg. Il a un second fils, George II de Wurtemberg, qui règne après son demi-frère.
Peu de temps après, la peste réapparut à Montbéliard.
Le prince Louis-Frédéric ne vit qu'une partie de la guerre de Trente Ans, car il meurt à Montbéliard en 1631. Son fils, Léopold-Frédéric de Wurtemberg, lui succède sous la tutelle de ses oncles Jules-Frédéric, duc de Wurtemberg-Weltingen, et Georges, langrave de Hesse-Darmstadt.

## Descendance
Louis-Frédéric de Wurtemberg a trois enfants de sa première épouse Élisabeth-Madeleine de Hesse-Darmstadt (1600-1624) :
- Christophe de Wurtemberg (1620-1621) ;
- Henriette-Louise de Wurtemberg (1623-1650), épouse en 1642 Albert margrave de Brandebourg-Ansbach
- Léopold-Frédéric de Wurtemberg (1624-1662), prince de Montbéliard.

De sa seconde épouse, Anne-Éléonore de Nassau-Weilbourg (1602-1685), Louis-Frédéric de Wurtemberg a trois fils :
- George II de Wurtemberg (1626-1699), prince de Montbéliard ;
- Henri de Wurtemberg (1627-1628) ;
- Georgine-Ludovine de Wurtemberg (1630-1630).